# Christian Seidel (Produzent)

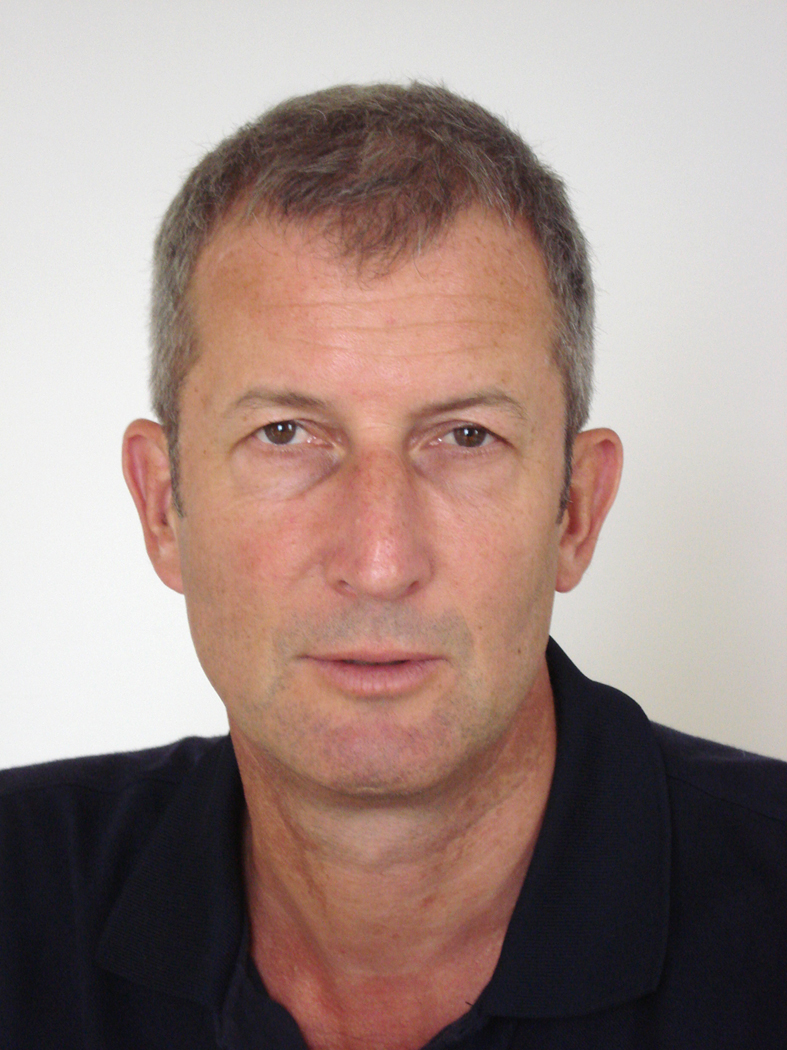
Christian Seidel (2007)

Christian Seidel (* 1959) ist ein deutscher Autor und Filmproduzent.

## Leben
Seidel absolvierte die Neue Münchner Schauspielschule.
Er volontierte beim SonntagsBlick und arbeitete als freier Autor und Journalist für verschiedene Zeitungen und Zeitschriften, wie Quick, Neue Revue, Süddeutsche Zeitung, Abendzeitung, Tempo, Wiener und Stern.
Während der Gründungszeit der privaten Fernsehsender in den 1980er Jahren wirkte er beim Aufbau des deutschen Privatfernsehens mit. 1988 engagierte er Claudia Schiffer für eine Fernsehshow, später managte er sie jahrelang. 1992 organisierte und koordinierte er als Initiator den Model-Wettbewerb Model '92 für die RTL-Late-Night-Show Gottschalk Late Night und „gilt als einer der Entdecker von Heidi Klum“.
Anfang der 1990er Jahre arbeitete er für die Kirch-Gruppe (Taurus Film), wo er für die internationale Vermarktung der Filme und Fernsehsender des Medienkonzerns zuständig war. 1994 gründete er seine eigene Firma und übernahm einen Beratungsvertrag von Leo Kirch für dessen Fernsehsender. Innerhalb dieser Aufgabe wurde ihm auch das Management der Moderatorin Arabella Kiesbauer angetragen, deren tägliche und wöchentliche Talkshow er in dieser Rolle bis 2004 begleitete. Er produzierte später das politische Format Talk ohne Show für N24 mit Arabella Kiesbauer und anschließend Bärbel Schäfer als Moderatorin.
1997 sicherte sich Seidel die Kino-Rechte an Andrew Mortons Bestseller Diana. Ihre wahre Geschichte in ihren eigenen Worten und verwirklichte 2002 in London als unabhängiger Produzent zusammen mit dem Regisseur Philip Saville das Dokudrama The Biographer – The Secret Life of Princess Di mit Faye Dunaway, Brian Cox, Hugh Bonneville und Paul McGann in den Hauptrollen.
2003 hatte er einen schweren Autounfall.
2011 erschien sein Buch Gewinnen ohne zu kämpfen im Ludwig Verlag und er setzt sich darin mit seiner Karriere in der internationalen Medienbranche auseinander. Dabei zieht er Parallelen zur Philosophie der Kampfsportart Taekwondo, deren Kenntnisse er für das Buchprojekt bei dem seit 1978 in Deutschland lebenden koreanischen Meister Ko Eui-Min (1941–2023) erwarb.

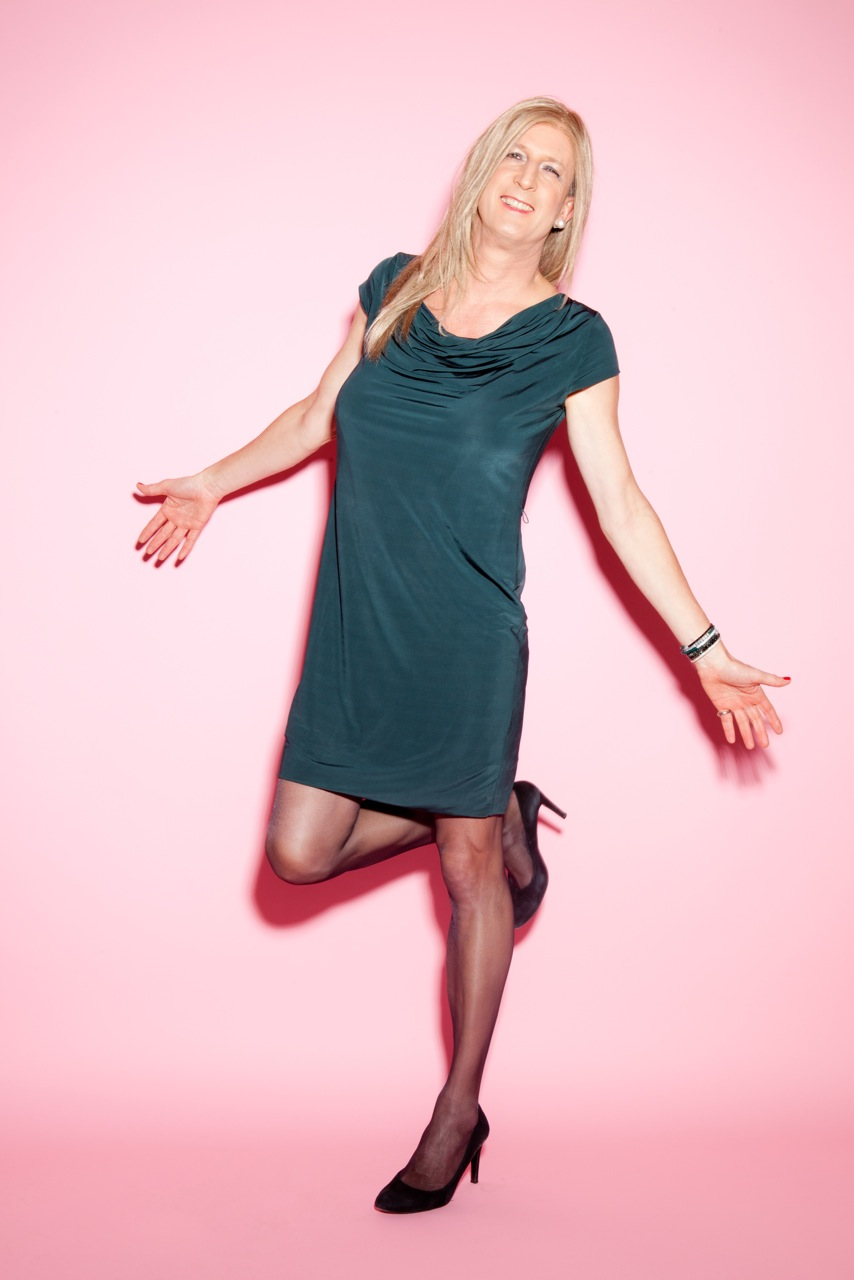
Christian Seidel als Christiane (2013)

2014 erschien sein Buch Die Frau in mir im Heyne Verlag und war auf der Spiegel-Bestsellerliste. Er berichtet darin von seinen Erfahrungen aus einem mehrjährigen Selbstversuch, als Frau zu leben. Der Regisseur Dariush Rafiy verfilmte 2013 Seidels Experiment in dem Dokumentarfilm Christian & Christiane für den Fernsehsender Arte.
2015 präsentierte er anlässlich der Maidan-Memorial Gedenktage in Kiew seinen 90-minütigen Dokumentarfilm Nebesna Sotnya – Die Himmlischen Hundert vom Maidan Platz.
2016 erschien sein Buch Gender-Key im Ariston Verlag.
2018 erschien sein Buch Ich komme im Heyne Verlag und er entwirft darin ein Bild der männlichen Sexualität an seinem eigenen Beispiel.

## Bücher
- Christian Seidel: Gewinnen ohne zu Kämpfen. Taekwondo oder die Entdeckung der Werte. Ludwig Verlag/Random House, 2011, ISBN 3-453-28026-1
- Christian Seidel: Die Frau in mir. Ein Mann wagt ein Experiment. Heyne Verlag/Random House, 2014, ISBN 3-453-60299-4
- Christian Seidel: Gender-Key. Wie sich Frauen in der Männerwelt durchsetzen. Ariston Verlag/Random House, 2016, ISBN 3-424-20152-9
- Christian Seidel: Ich komme. Was Mann beim Sex fühlt – Eine Grenzüberschreitung. Heyne Verlag/Random House, 2018, ISBN 3-453-60427-X

## Filme
- The Biographer – The Secret Life of Princess Di, dt. „Diana – Meine Geschichte. Wie die Wahrheit ans Licht kam“, Regie: Philip Saville, Produzent: Christian Seidel, Dokudrama, Großbritannien, 2002.
- Nebesna Sotnya – Die Himmlischen Hundert vom Maidan Platz, 90 Minuten, Dokumentarfilm, Regie: Christian Seidel, Produzenten: Christian Seidel und Thomas Vacek, Kiew-Wien, 2015.